# Turning Tables
"Turning Tables" là bài hát của nữ ca sĩ Adele, trích từ album phòng thu thứ hai của cô, 21 (2011). Bài hát được phát hành dưới dạng đĩa đơn thứ năm trích từ album. Bài hát được viết bởi Adele, Ryan Tedder và sản xuất bởi Jim Abbiss. Bài hát mang thể loại pop và soul. "Turning Tables" xếp hạng thứ 63 trên bảng xếp hạng Billboard Hot 100 và thứ 60 trên bảng xếp hạng Canadian Hot 100. Đĩa đơn này xếp hạng thấp nhất trong album 21 của Adele. "Turning Tables" chỉ lọt vào tốp mười tại bảng xếp hạng của Bỉ, Israel và Ý và chỉ được xếp hạng tại 10 bảng xếp hạng trên thế giới.

## Bảng xếp hạng và chứng nhận doanh số
| Bảng xếp hạng (2011–2012)                   | Vị trí cao nhất |
| ------------------------------------------- | --------------- |
| Úc (ARIA)                                   | 34              |
| Bỉ (Ultratip Flanders)                      | 4               |
| Bỉ (Ultratip Wallonia)                      | 2               |
| Canada (Canadian Hot 100)                   | 60              |
| Israel (Media Forest)                       | 3               |
| Ý (FIMI)                                    | 8               |
| Hà Lan (Dutch Top 40)                       | 15              |
| Hà Lan (Single Top 100)                     | 45              |
| Hàn Quốc (Gaon)                             | 62              |
| Liên hiệp Anh (The Official Charts Company) | 62              |
| Hoa Kỳ Billboard Hot 100                    | 63              |
| Hoa Kỳ Billboard Latin Pop Songs            | 38              |

| Quốc gia                                                                           | Chứng nhận | Số đơn vị/doanh số chứng nhận |
| ---------------------------------------------------------------------------------- | ---------- | ----------------------------- |
| Úc (ARIA)                                                                          | Vàng       | 35.000^                       |
| Brasil (Pro-Música Brasil)                                                         | Vàng       | 50,000*                       |
| Canada (Music Canada)                                                              | Vàng       | 40.000*                       |
| Ý (FIMI)                                                                           | Bạch kim   | 30.000*                       |
| Hoa Kỳ (RIAA)                                                                      | Vàng       | 500.000^                      |
| * Chứng nhận dựa theo doanh số tiêu thụ. ^ Chứng nhận dựa theo doanh số nhập hàng. |            |                               |